# رایان اسمیت (بازیکن فوتبال)
رایان اسمیت (انگلیسی: Ryan Smith؛ زادهٔ ۱۰ نوامبر ۱۹۸۶) یک بازیکن فوتبال اهل بریتانیا است.